# Metil-2-MMDA
N-Metil-2-metossi-4,5-metilendiossiametamfetamina (chiamato anche Metil-MMDA-2 o 6-metossi-MDMA) è un farmaco psichedelico della classe delle anfetamine.
È il derivato dal N-metilato di MMDA-2 ed è anche un analogo di MDMA e 6-metil-MDA.
Metil-MMDA-2 è stato sintetizzato per la prima volta da Alexander Shulgin ed è stato descritto nel suo libro PiHKAL. Esso dichiara che non da effetti con una dose inferiore a 70 mg.
Questa riduzione dell'attività allucinogena rispetto a MMDA-2 è parallela a quella del MDA e MDMA, indicando che con le fenetilamine, la N-metilazione riduce sostanzialmente l'affinità del recettore 5-HT 2A.